# Lubmin
Lubmin ist eine Gemeinde im Nordosten Mecklenburg-Vorpommerns östlich der Stadt Greifswald und Verwaltungssitz des Amtes Lubmin, von dem Lubmin und neun weitere Gemeinden verwaltet werden. Lubmin trägt das Prädikat „Seebad“.

## Geografie

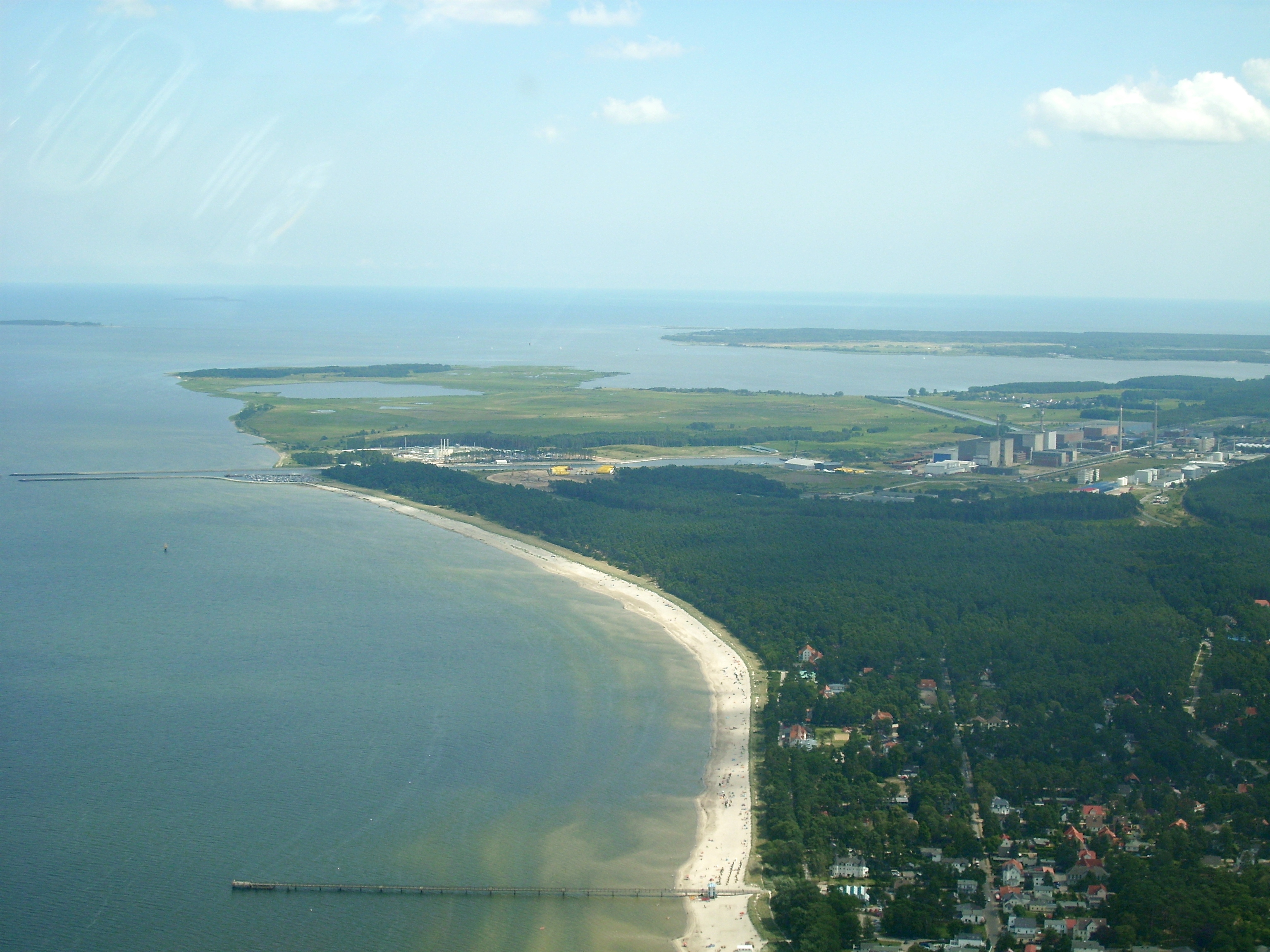
Luftbild von Lubmin (Seebrücke, Strand und Bädervillen) im Vordergrund

Nördlich grenzt Lubmin unmittelbar an den Greifswalder Bodden, ein Nebengewässer der Ostsee. Den nordöstlichen Rand der Gemeinde bildet die Halbinsel Struck, die von der Mündung des Peenestromes begrenzt wird. Das Seebad verfügt über einen kilometerlangen Sandstrand mit seichtem Gewässer auf der einen und Dünen auf der anderen Seite. Das Hochufer ist weitgehend mit Kiefern bewaldet. Daran grenzt das Waldgebiet Lubminer Heide an.
Die unmittelbaren Nachbargemeinden sind im Südosten Kröslin und Rubenow, im Süden Wusterhusen und im Südwesten Brünzow. Etwas weiter westlich befindet sich die Universitäts- und Hansestadt Greifswald (Oberzentrum mit Stralsund) und südöstlich liegt die Stadt Wolgast (Mittelzentrum), die das Tor zur Insel Usedom bildet. Lubmin ist für seine Umgebung ein Grundzentrum.

## Geschichte

### Mittelalter
1271 wurde „Lubbenin“ erstmals im Zusammenhang mit der Erhebung des Zehnten durch die Kirchengemeinde Wusterhusen urkundlich erwähnt.
Der Ort wurde Lubbemin oder auch Lubbemyn genannt und war überwiegend ein Bauern- und Büdnerdorf. Vom 13. bis zum 15. Jahrhundert wurde Lubmin aber als Rittersitz genannt. Es gehörte als Pertinenz der Familie Spandow, die im 13. Jahrhundert Spandowerhagen gründete. Als diese Familie um 1470 ausstarb, wurde Lubmin ein Bauerndorf mit acht Höfen, die zwischen knapp 400 und 690 pommersche Morgen groß waren. Durch Teilungen und Abtretungen entstanden aber auch 37 Büdnerhöfe mit durchschnittlich 21 pommerschen Morgen. Diese Büdner lebten aber überwiegend vom Fischfang.
Der Überlieferung zufolge war der Ort von der Allerheiligenflut 1304 stark betroffen gewesen: Ein kräftiger Wind aus südwestlicher Richtung staute Wasser in der mittleren und nördlichen Ostsee, anschließend schlug der Wind auf Nordost um und drückte Wasser in den Bodden. Das Seewasser prallte auf die pommersche Küste und richtete dort schwere Schäden an.

### 16. bis 18. Jahrhundert
Infolge des Dreißigjährigen Krieges kam Lubmin 1637 wie ganz Pommern unter schwedische Herrschaft. Der schwedische Marschall Carl Gustav Wrangel erwarb im Jahr 1652 das Gut Nonnendorf mit den Dörfern Lubmin, Latzow und Vierow 1652 aus einem Tausch heraus. 1768 pachteten Bauern erstmals Land von den Schweden, um es nach dem Wiener Kongress 1815 mit dem Übergang der Gemeinde zu Preußen für 11.500 Reichstaler zu erwerben.

### 19. Jahrhundert

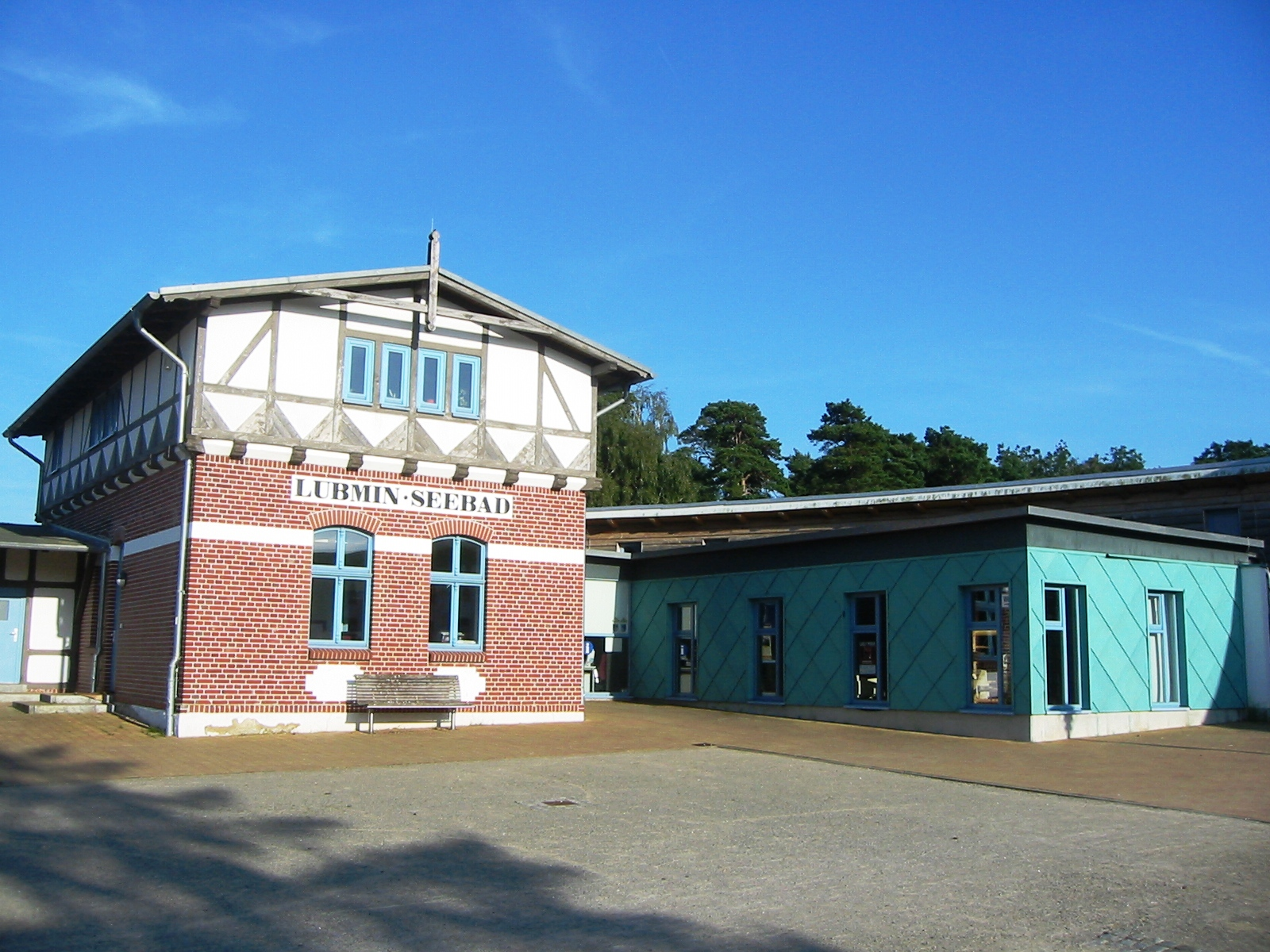
Bahnhofsgebäude von Lubmin – heute Kurgastzentrum

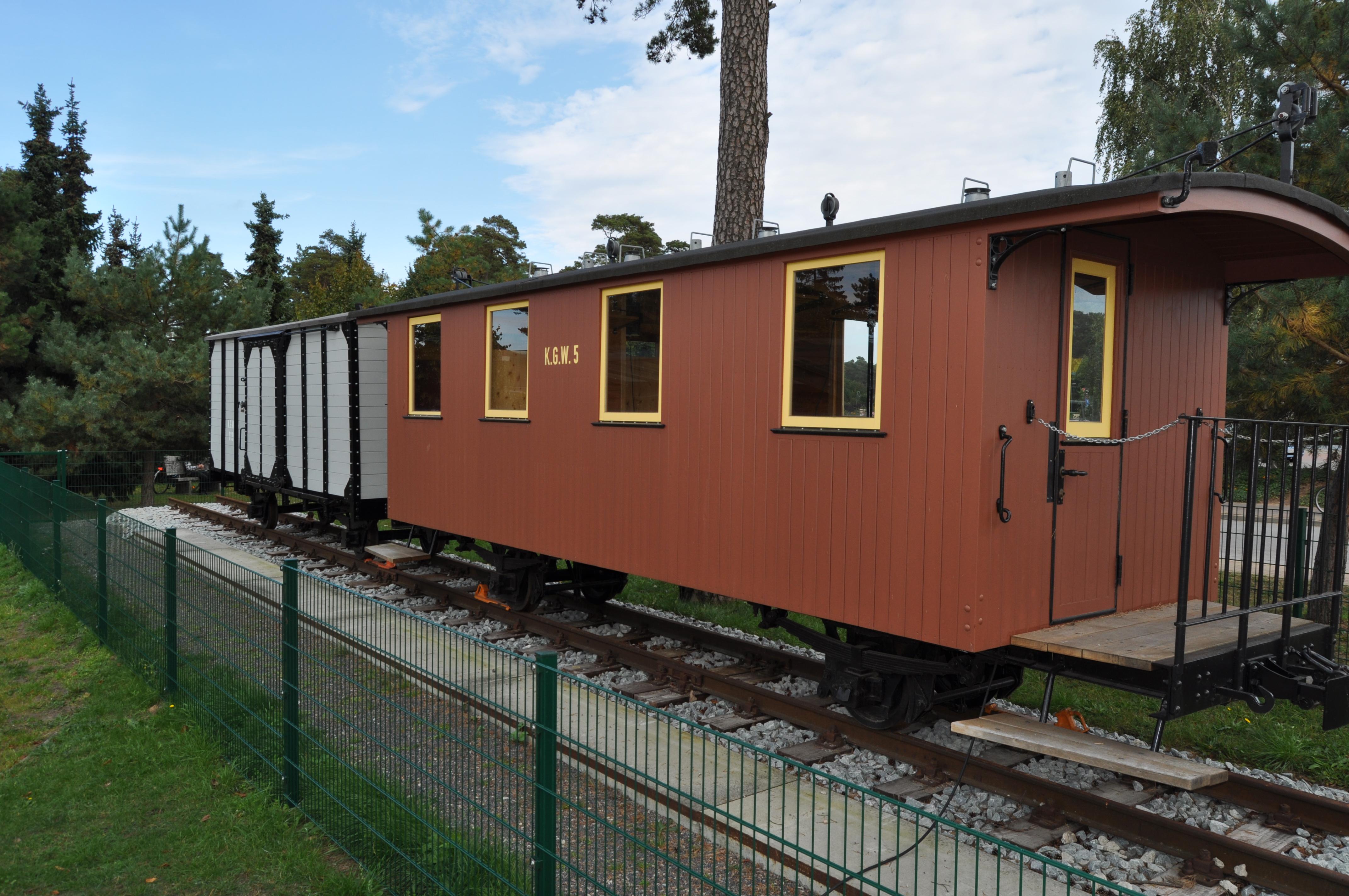
Waggons der Kleinbahngesellschaft Greifswald–Wolgast am Lubminer Bahnhof

Die Gemeinde ist in dieser Zeit von Fischerei und Landwirtschaft geprägt: Lubmin bestand aus mehreren Erbhöfen, Kleinbauernstellen und Büdnereien. Von den typischen Bauernhäusern ist heute noch die Heimatstube in der Freester Straße erhalten geblieben.
1865 hatte der Ort 435 Einwohner in 75 Familien. Es gab dort eine Schule, 45 Wohnhäuser, ein Fabrik- und 93 Wirtschaftsgebäude. Der Schulze der Ortschaft war Bauernhofbesitzer Peter Vahl, der gleichzeitig Abgeordneter für die Landgemeinden der Kreise Greifswald und Rügen im Neuvorpommerschen Landtag war.
1893 erfolgte ein Straßenanschluss an die Verbindung Eldena–Wolgast, 1898 wurde Lubmin über eine neu errichtete Haltestelle Lubmin Dorf an die Kleinbahnstrecke Greifswald–Wolgast angeschlossen. 1838 entstand in der Hafenstraße das erste Schulgebäude mit einem Klassenzimmer sowie zwei Wohnräumen für eine Lehrkraft. 1886 erhielt Lubmin das Prädikat „Seebad“. Daraufhin entstanden die ersten Badeanstalten: zwei unabhängig voneinander errichtete Pfahlbauten, die durch einen 60 Meter langen Steg miteinander verbunden waren. 1891 übernahm die Gemeinde die bislang privat betriebenen Einrichtungen und führte sie in öffentlicher Hand weiter. 1895 wurde in der Villenstraße ein Warmbad errichtet, das mit aus dem Bodden gepumpten und anschließend erwärmten Seewasser gespeist wurde.

### 20. Jahrhundert
Die wirtschaftliche Lage der Fischer verschärfte sich um 1920 durch die Weltwirtschaftskrise sowie 1928 durch ein dreijähriges Fangverbot in der Ostsee. Gefischt wurde mit flachen Holzbooten, die anschließend an den Strand gezogen wurden. Der Greifswalder Landrat Werner Kogge regte an, dass die Fischer Teppiche zum Nebenerwerb knüpfen sollten. Über eine Zeitungsanzeige wurde der österreichische Experte Rudolf Stundl gewonnen, der die Fischer in diese Handwerkskunst einwies. So entstanden die Pommerschen Fischerteppiche, die mit Motiven der Region verziert bis heute hergestellt werden und in Ausstellungen zu sehen sind. Ab 1928 entstanden durch eine eigens gegründete Genossenschaft, die Pommersche-Fischer-Teppich-Heimknüpferei, in der Region über 8000 Knüpfarbeiten. 1930 waren 130 Menschen in der Fischerei tätig, 1950 nur noch 86. Heutzutage findet kein erwerbsmäßiger Fischfang mehr statt, lediglich Orte wie der „Netzeplatz“ erinnern noch daran, dass an dieser Stelle die Fischer ihre Netze zum Trocknen und Reparieren aushingen.
1901 wurde die Freiwillige Feuerwehr gegründet. 1907 verbesserte sich die Erreichbarkeit des Seebades erneut, indem eine 800 Meter lange Stichstrecke der Eisenbahn zum heutigen Seebadzentrum in Betrieb genommen wurde. 1928 wurde eine Seebrücke gebaut. Zuvor hatten die an den Strand angrenzenden Hotelbesitzer eigene Stege für ihre Badegäste ins Wasser gesetzt. Daneben gab es zwei öffentliche Stege, die Olga-Brücke für Segelboote, sowie die Neptun-Brücke für Boote und Dampfer. In den ersten beiden Jahren nach der Eröffnung der Seebrücke musste beim Betreten ein Brückenzoll bezahlt werden. 1929 wurde dieses Entgelt in die Kurtaxe integriert. Vom Brückenkopf existierte im 20. Jahrhundert eine Dampferverbindung nach Greifswald sowie zur Insel Rügen.
1930 zog die Schule als Volksschule in ein neues Gebäude in der Schulstraße ein. Das Haus in der Hafenstraße wurde bis 1989 als Jugendherberge genutzt und 2006 wegen Baufälligkeit abgerissen. Die Volksschule bot zwei Klassen Platz, der jedoch nach dem Ende des Zweiten Weltkrieges durch den Zuzug von Flüchtlingsfamilien nicht mehr ausreichte. Die Eisenbahn wurde 1945 abgebaut und als Reparation in die Sowjetunion gebracht. Die Gemeinde entschloss sich, das durch den Abbau der Bahnstrecke nicht mehr benötigte Bahnhofsgebäude zu nutzen. Hier wurden drei weitere Unterrichtsräume und eine Turnhalle eingerichtet. 1934 entstand die noch heute vorhandene, rund einen Kilometer lange Strandpromenade zwischen Villenstraße und Caspar-David-Friedrich-Weg. Sie wurde in den Jahren 2005 bis 2006 saniert; dabei baute die Gemeinde einige Zugänge barrierefrei um.
1947 wurde der Tourismusbetrieb wiederaufgenommen, als zuvor durch Flüchtlinge belegte Hotels und Pensionen wieder zur Verfügung standen. Die Gemeinde kam mit dem deutsch gebliebenen Teil Pommerns zum Land Mecklenburg. 1951 eröffnete der Kurpark an der Villenstraße. Im Zuge der Verwaltungsreform in der DDR 1952 (Auflösung der Länder) gehörte Lubmin zum Bezirk Rostock. 1953 wurde die Landwirtschaftliche Produktionsgenossenschaft (LPG) „Neues Leben“ gegründet. Sie wurde 1960 an die beiden LPG „Am Bodden“ und „Bruno Jäckley“ in Wusterhusen angeschlossen. Im selben Jahr wurden Hotels und Pensionen im Zuge der Aktion Rose enteignet.
Ab 1967 begann unter Federführung des VEB BMK Kohle und Energie der Bau des Kernkraftwerkes Nord (zentrales FDJ-Jugendobjekt 1967–1975), dessen erster Reaktorblock am 17. Dezember 1973 in Betrieb ging. Deswegen wurde eine Eisenbahnstrecke von Greifswald nach Lubmin gebaut. Im östlichen Küstenwald existierte bis 1977 ein Zeltplatz, der aufgegeben werden musste, da eine Sperrzone um das Kernkraftwerk gezogen wurde. Daneben gab es zu DDR-Zeiten bis zu 38 Ferienlager in Lubmin. Die Gebäude sind heute zum Teil noch erhalten und wurden saniert, etwa die ehemalige Erholungsstätte für Eisenbahnerkinder (heute ein Sport- und Jugendhotel) oder die Ferieneinrichtung des Autobahnbaukombinates, in der heute die Heimvolkshochschule zu finden ist. 1990 wurde das Kernkraftwerk unter Protesten der 5500 Beschäftigten stillgelegt.
1978 entschloss man sich, in der Seestraße den Neubau einer Polytechnischen Oberschule zu errichten, die nach der Schulreform zu einer Regionalen Schule mit offener Ganztagsschule umgewandelt wurde.

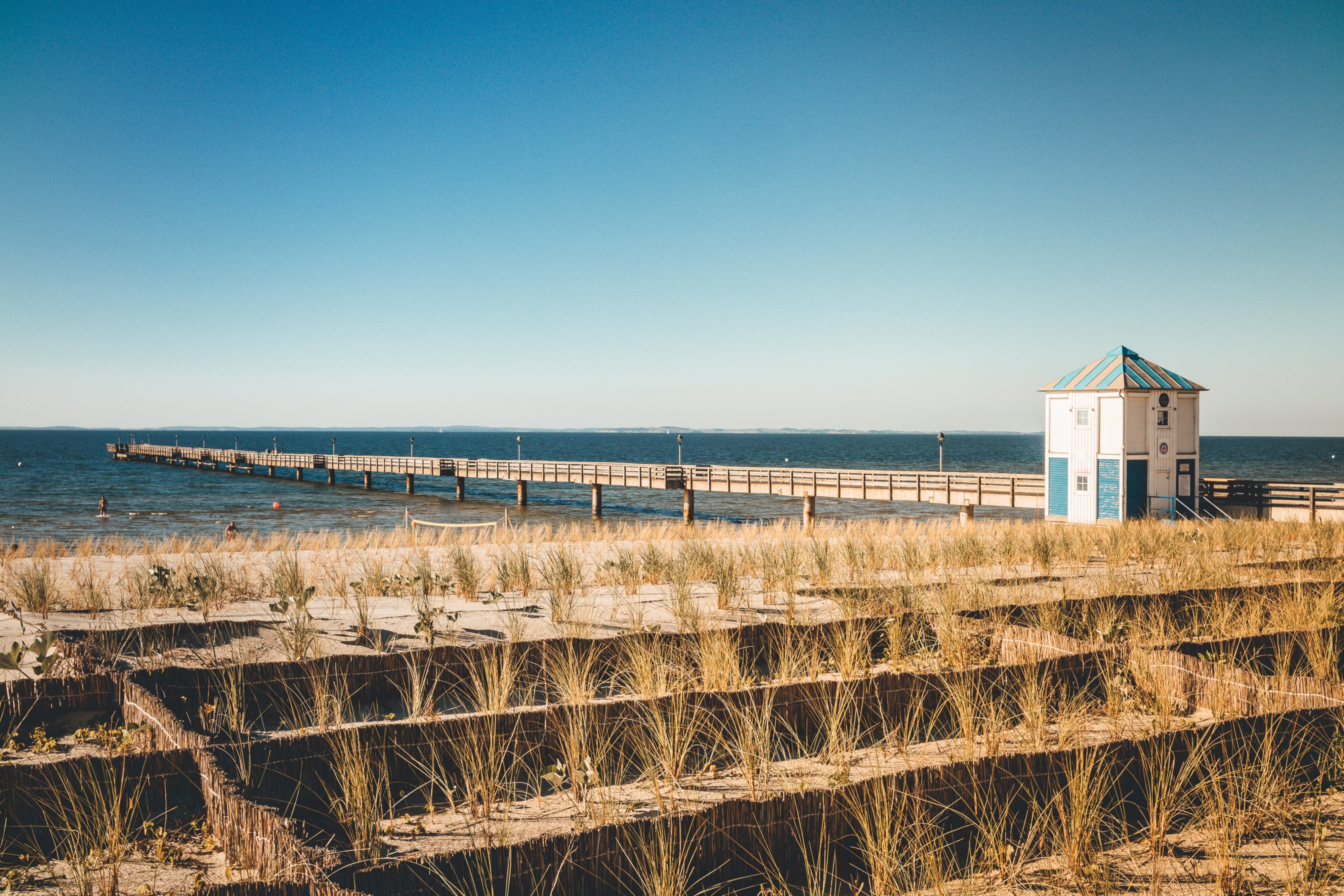
Seebrücke Lubmin

1992 wurde die neue Seebrücke fertiggestellt. Eine schwere Sturmflut im Jahr 1995 beschädigte die Stützpfeiler, woraufhin in den kommenden Jahren bis zu 177.000 m³ Sand zum Küstenschutz aufgespült wurden. Dieser wurde beim Ausbaggern des Lubminer Hafens nordwestlich des KKWs gewonnen. 2002 und 2005 mussten die Aufspülungen wiederholt werden, gleichzeitig pflanzte man Strandhafer an, um die Küste weiter zu befestigen. Mehrere Hotels und Gaststätten entstanden und der Ortskern wurde im Rahmen der Städtebauförderung grundlegend saniert. 1999 erhielt deshalb der Ort seine endgültige Anerkennung als Seebad.
Freesendorf (Wüstung)

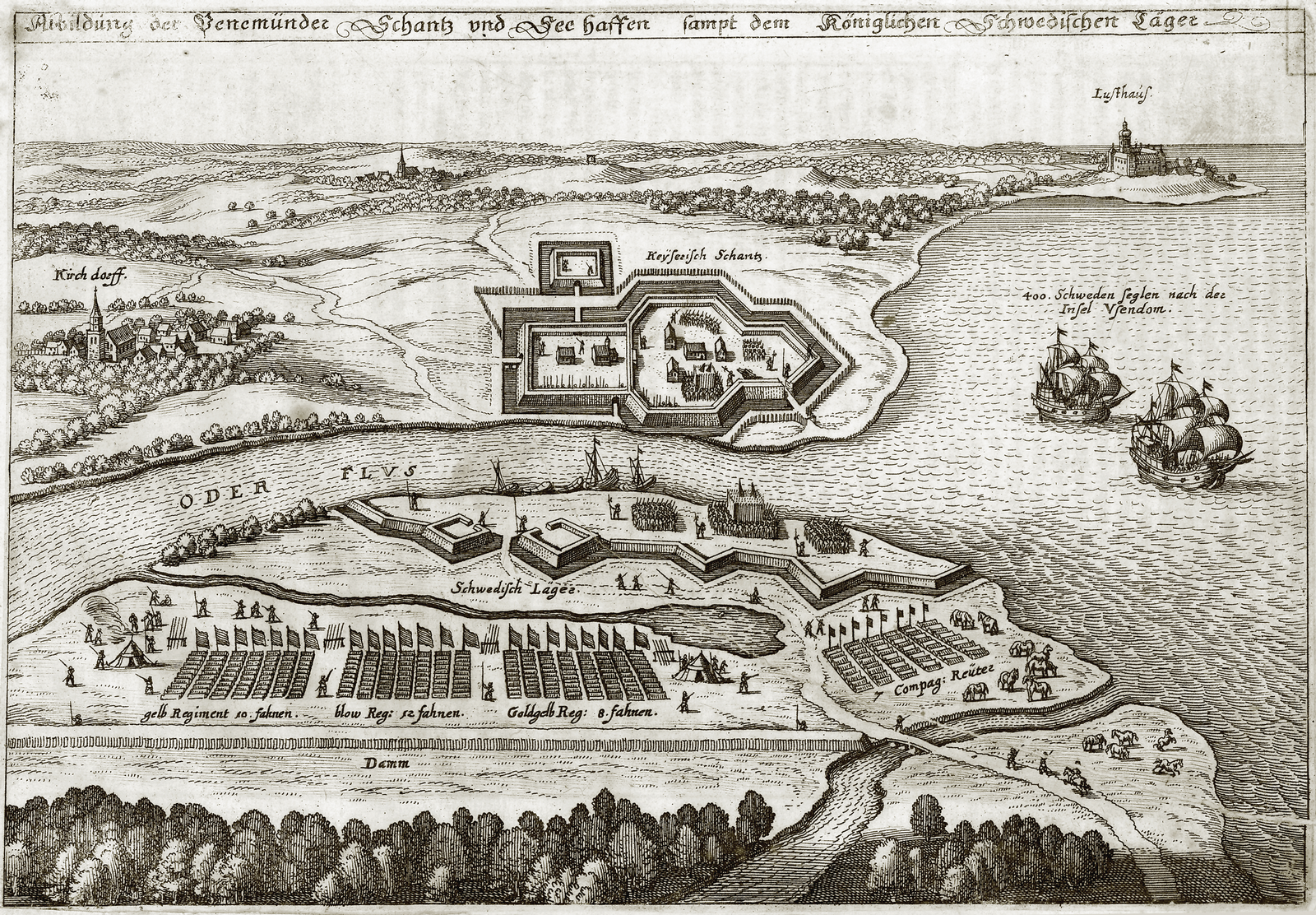
Landung Gustav Adolfs in Peenemünde 1630 (rechts oben: herzogliches Lustschloss Freesendorf)

Freesendorf wurde 1338 erstmals als Vresendorp urkundlich erwähnt. Es ist eine frühdeutsche Gründung, wie der Name schon besagt. Das Dorf mit drei Gehöften gehörte seit 1361 einer Familie Freese, die dem Ort den Namen gab. Ein Gehöft musste wegen der Ufernähe geräumt werden, die zwei letzten wurden im Mai 1974 beseitigt, sie mussten dem KKW weichen.
Bei Freesendorf stand noch 1630 das herzogliche Lustschloss (siehe Stahlstich), es gibt darüber aber bislang keine weiterführenden Informationen, scheinbar wurde es bald danach zerstört.
1880 ist im Messtischblatt noch ein Meiergehöft auf dem Struck bis nach 1920 eingetragen. Dieses Gehöft gehörte zu Freesendorf und diente der Viehwirtschaft auf der Insel, diese Viehhaltung wurde noch bis in die 1970er Jahre durch die LPG Lubmin/Wusterhusen betrieben.
Bei der früheren Ortslage von Freesendorf befindet sich heute der Anlandepunkt der Nord-Stream-Gas-Pipeline und die große Druck- und Verteileranlage für die Weiterleitungen NEL und OPAL.

## Bevölkerung
| Jahr | Einwohner |
| ---- | --------- |
| 1990 | 1499      |
| 1995 | 1516      |
| 2000 | 1860      |
| 2005 | 1966      |
| 2010 | 2041      |
| 2015 | 2120      |

| Jahr | Einwohner |
| ---- | --------- |
| 2020 | 2108      |
| 2021 | 2133      |
| 2022 | 2176      |
| 2023 | 2231      |

 Stand: 31. Dezember des jeweiligen Jahres

## Politik

### Gemeindevertretung
Die Gemeindevertretung von Lubmin besteht aus 12 Mitgliedern. Die Kommunalwahl am 9. Juni 2024 führte bei einer Wahlbeteiligung von 66,6 % zu folgendem Ergebnis:
| Partei / Wählergruppe                   | Stimmenanteil 2019 | Sitze 2019 |  | Stimmenanteil 2024 | Sitze 2024 |
| --------------------------------------- | ------------------ | ---------- |  | ------------------ | ---------- |
| Wählergemeinschaft Seebad Lubmin        | 31,1 %             | 4          |  | 42,2 %             | 5          |
| CDU                                     | 50,5 %             | 6          |  | 34,0 %             | 4          |
| Wählergemeinschaft Gemeinsam für Lubmin | –                  | –          |  | 23,2 %             | 3          |
| Einzelbewerber Marko Jabin              | –                  | –          |  | 00,6 %             | –          |
| SPD                                     | 15,4 %             | 2          |  | –                  | –          |
| Die Linke                               | 03,0 %             | –          |  | –                  | –          |
| Insgesamt                               | 100 %              | 12         |  | 100 %              | 12         |

### Bürgermeister
- bis 2009: Klaus Kühnemann (Wählergemeinschaft Frischer Wind für Lubmin)
- seit 2009: Axel Vogt (parteilos)[15]

Vogt wurde in der Bürgermeisterwahl am 26. Mai 2019 ohne Gegenkandidat mit 73,3 % der gültigen Stimmen wiedergewählt. Am 9. Juni 2024 wurde er wiederum ohne Gegenkandidat mit 68,2 % der gültigen Stimmen in seinem Amt bestätigt. Seine Amtsdauer beträgt fünf Jahre.

### Wappen
| Wappen von Lubmin | Blasonierung: „Gespalten; vorn in Blau ein silberner Wellenfaden, begleitet: oben von einer strahlenden goldenen Sonne, unten von einem links steigenden silbernen Fisch; hinten in Silber eine blaue Kiefer.“ |
| Wappen von Lubmin | Wappenbegründung: Das Wappen widerspiegelt mit der Sonne, dem Wellenfaden und dem Fisch bildlich den maritimen Charakter der Gemeinde. Der Fisch steht zudem für den einst bedeutenden Fischfang. Mit der Kiefer wird auf den sich an der Kliffküste hinziehenden Kiefernwald verwiesen. Die Hauptfarben Blau und Silber deuten auf die Zugehörigkeit der Gemeinde zum Landesteil Vorpommern hin. Das Wappen und die Flagge wurden von dem Schweriner Heraldiker Heinz Kippnick gestaltet. Es wurde zusammen mit der Flagge am 23. Juni 2006 durch das Ministerium des Innern genehmigt und unter der Nr. 303 der Wappenrolle des Landes Mecklenburg-Vorpommern registriert. |

### Flagge

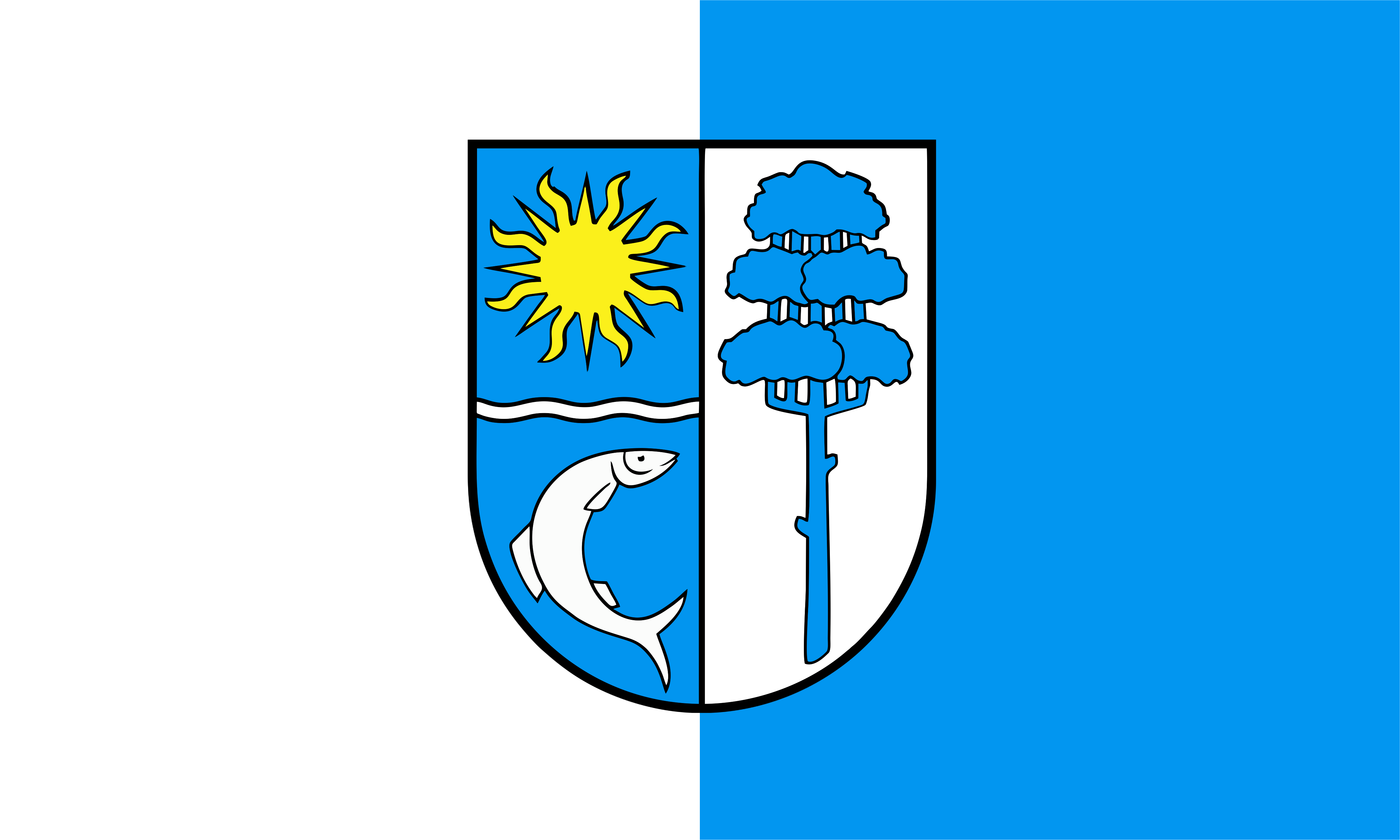

Die Flagge ist gleichmäßig und quer zur Längsachse des Flaggentuchs von Weiß und Blau gestreift. In der Mitte des Flaggentuchs liegt, auf jeweils ein Drittel der Länge des weißen und des blauen Streifens übergreifend, das Gemeindewappen. Die Höhe des Flaggentuchs verhält sich zur Länge wie 3:5.

### Dienstsiegel
Das Dienstsiegel zeigt das Gemeindewappen mit der Umschrift „GEMEINDE SEEBAD LUBMIN“.

### Gemeindepartnerschaften
Die Gemeinde unterhält zwei Partnerschaften: Die eine besteht seit 1990 mit der Gemeinde Damp auf der Halbinsel Schwansen an der schleswig-holsteinischen Ostsee, die andere seit 2013 mit der schwedischen Gemeinde Laholm.

## Sehenswürdigkeiten und Kultur

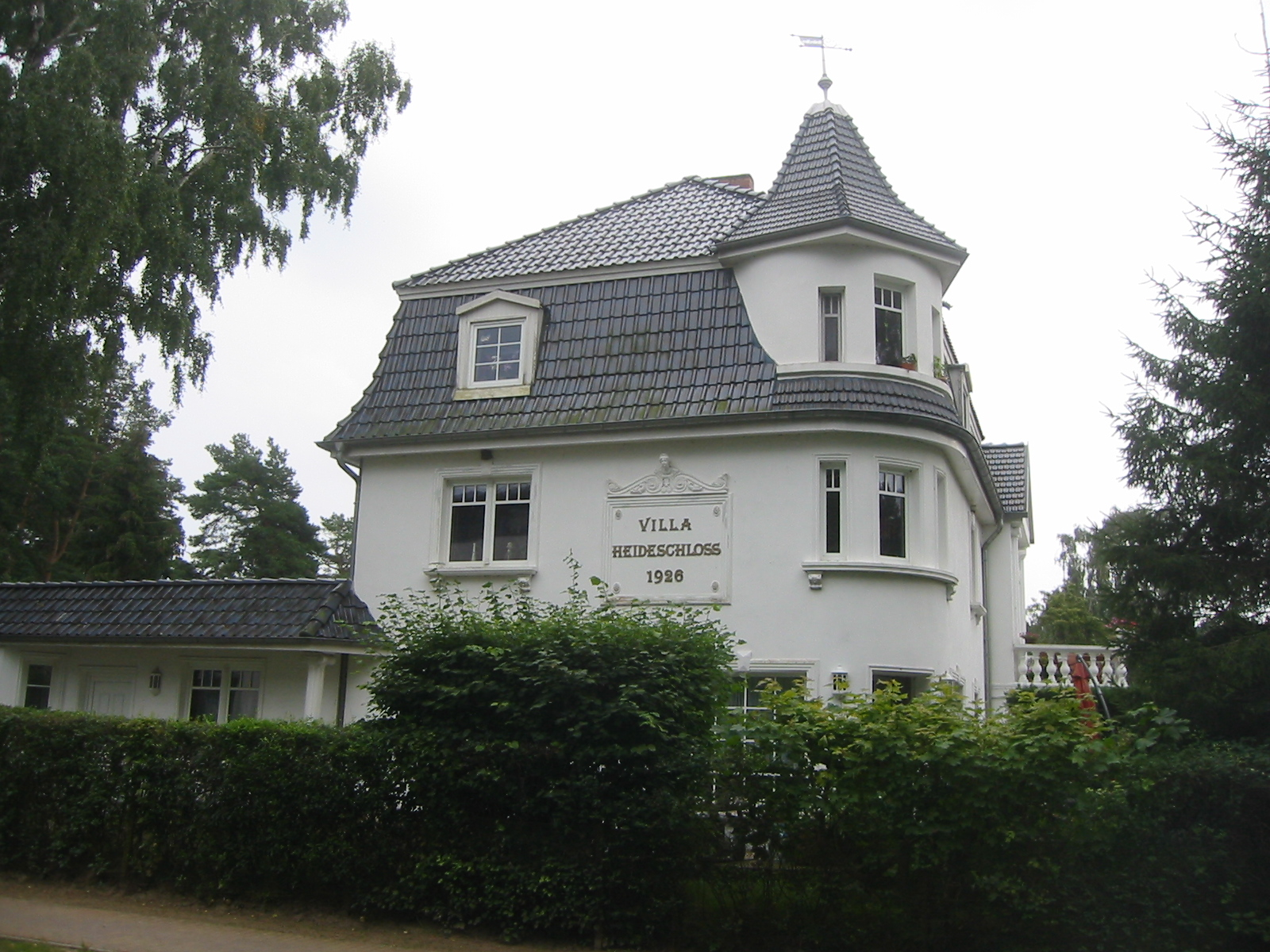
Villa Heideschloss

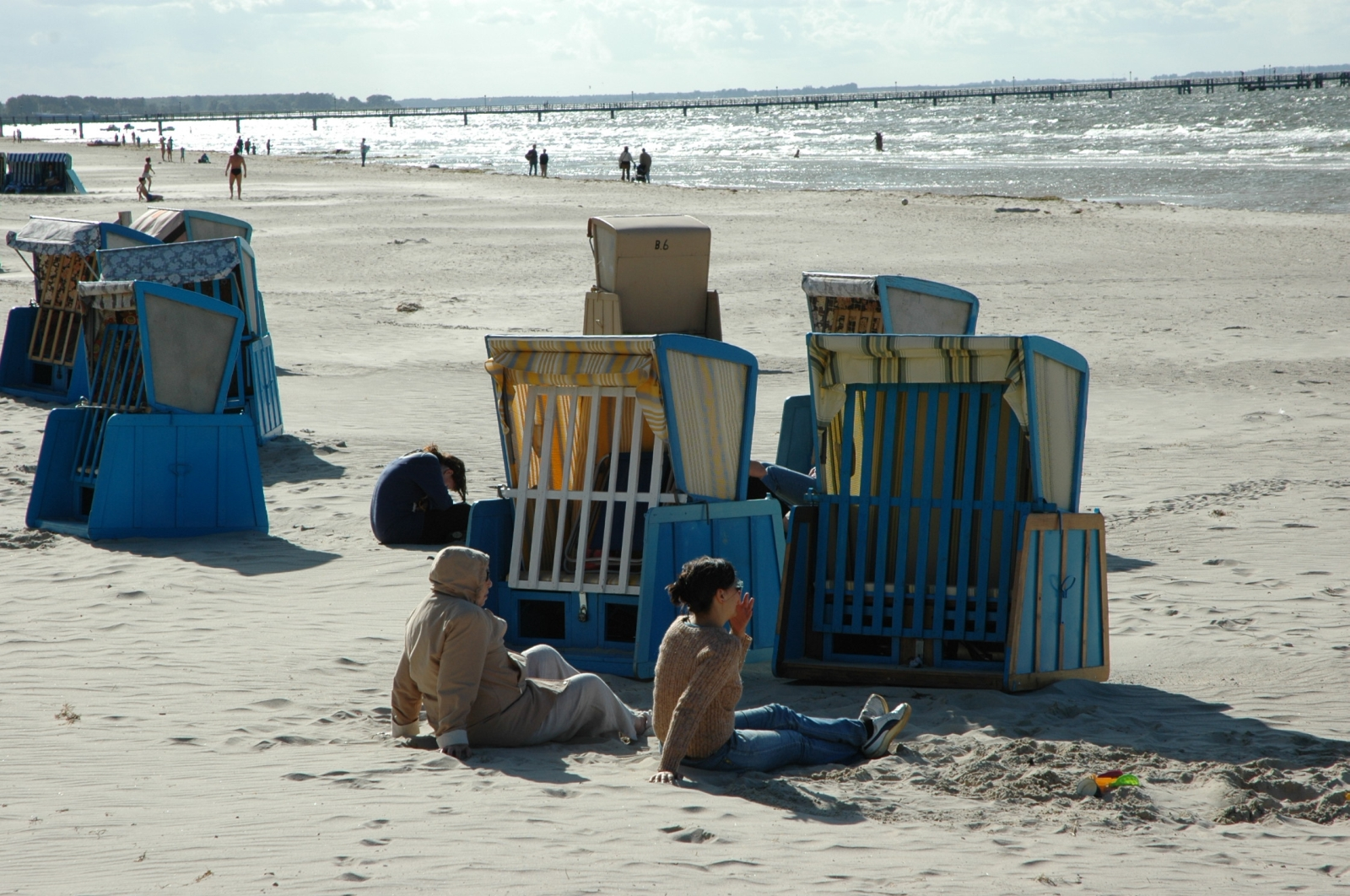
Strand und Seebrücke

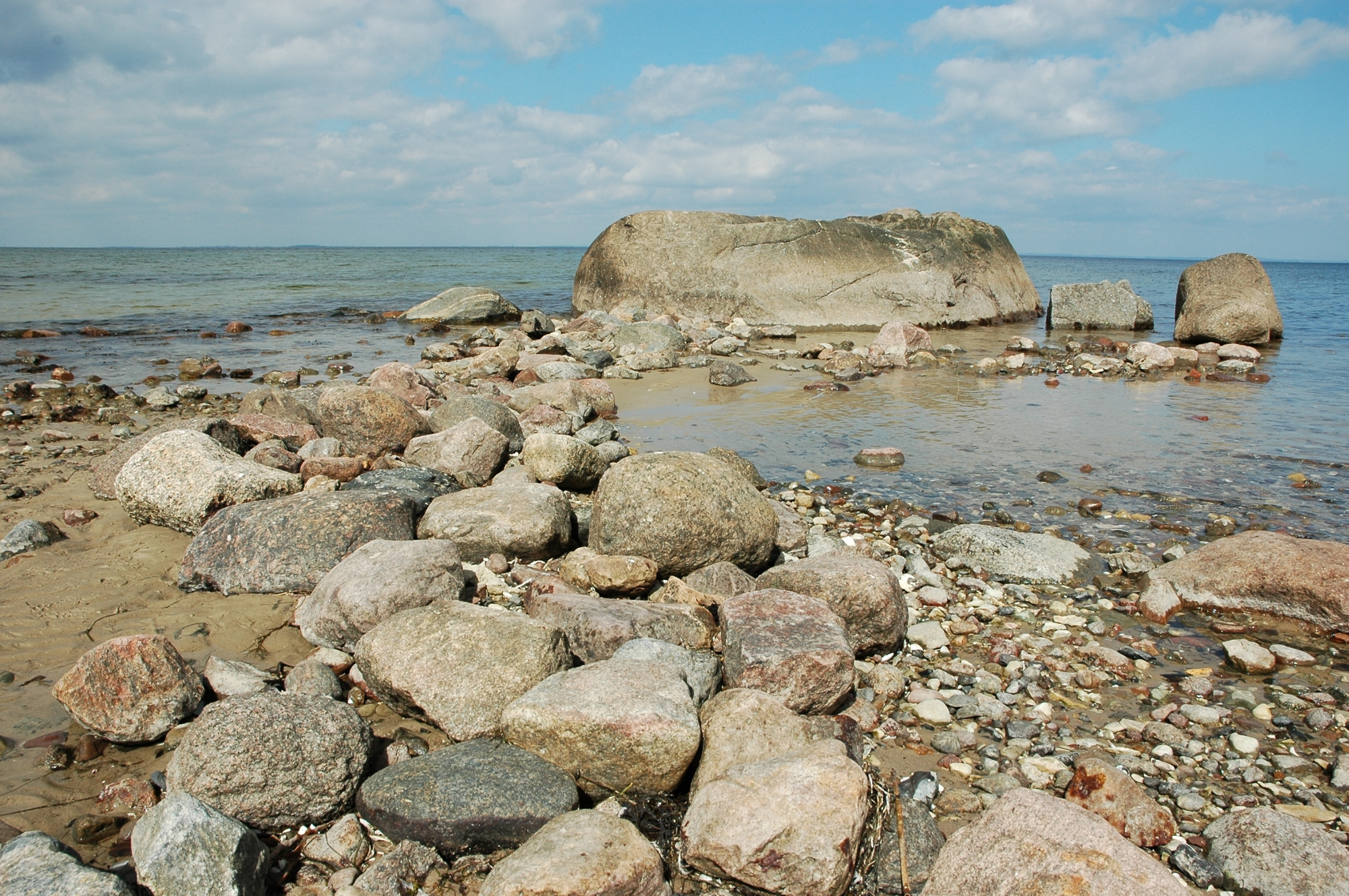
Teufelstein, ein Relikt der letzten Eiszeit

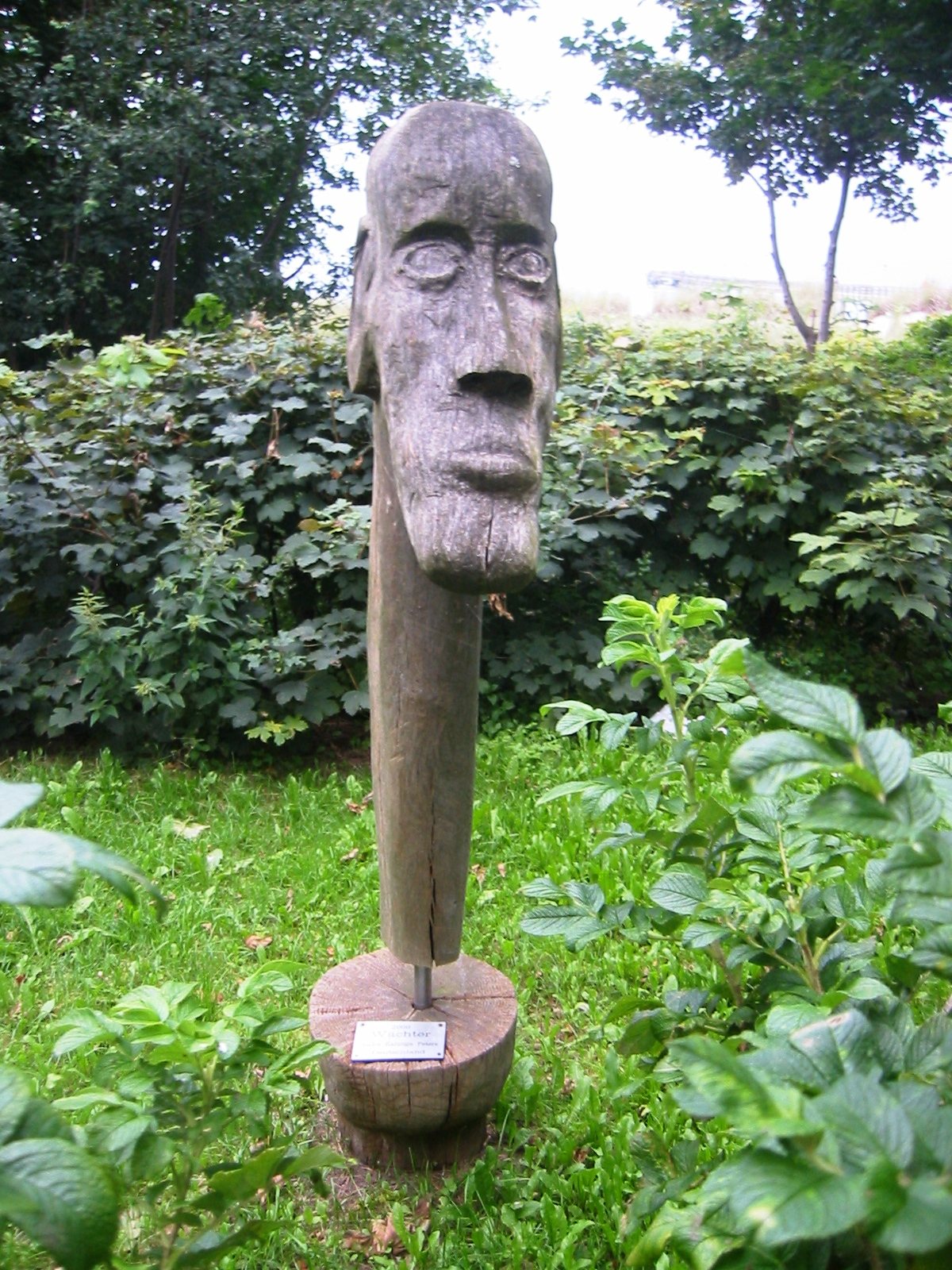
Skulptur „Wächter“ von André Kalunga-Peters

### Sehenswürdigkeiten

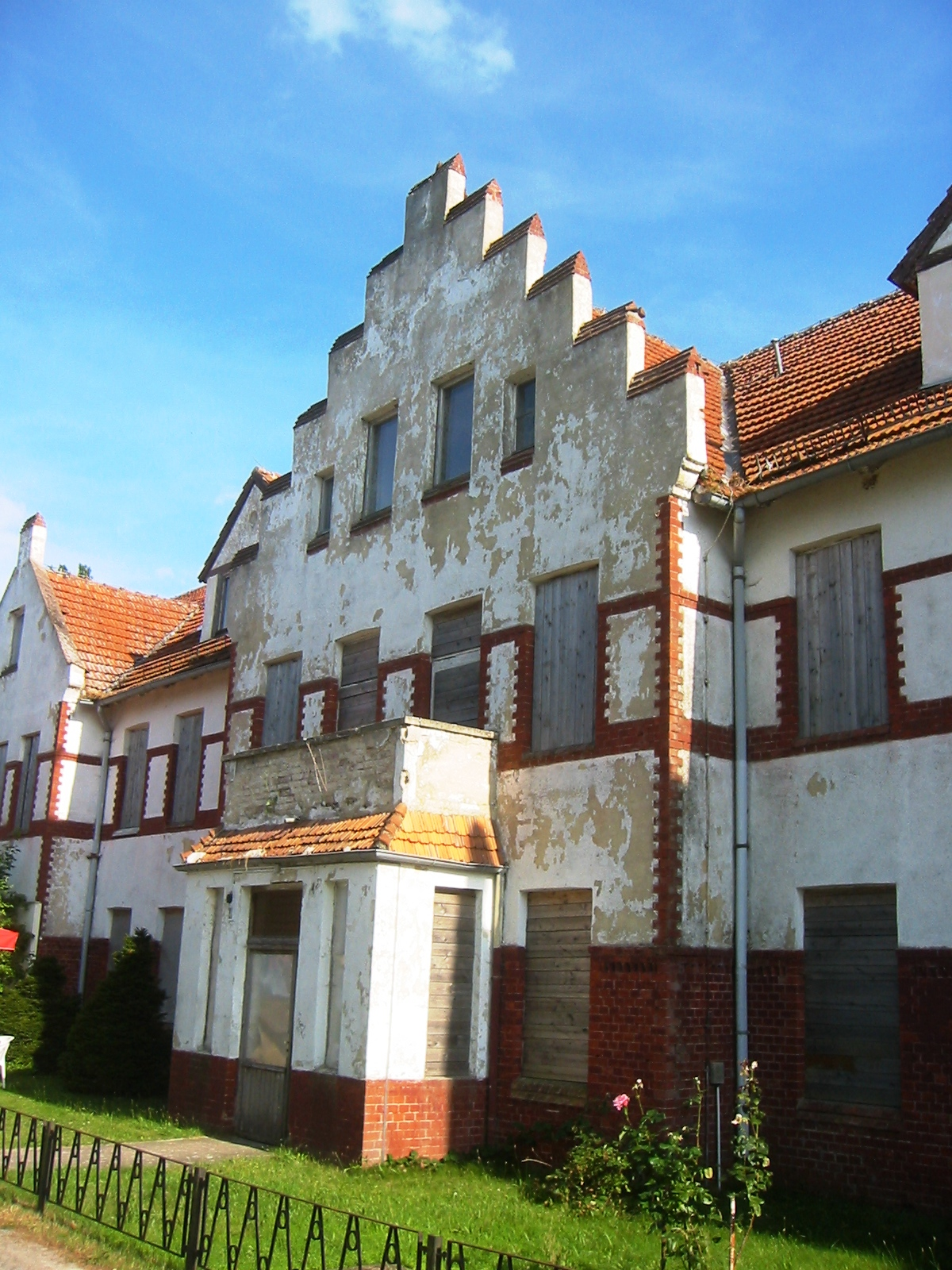
Ehemaliges Reichsbahnerholungsheim

- Villen in Bäderarchitektur, z. B. die Villa Heideschloss aus dem Jahr 1926 in der Dünen-/Ecke Cäcilienstraße oder die Villa Hoffnung in der Villenstraße.
- Lubminer Teufelsstein (ein Findling mit 16,8 Meter Umfang). Der Stein hat ein Volumen von 32 m³ und gilt damit als zweitgrößter Findling im Kreis nach dem Blücherstein mit 38 m³. Er ist Bestandteil einer Pommerschen Sage. Demzufolge gab es zu der Zeit, als die ersten Kirchen gebaut wurden, Streit mit den Riesen. Sie wollten ihre Macht nicht kampflos aufgeben. Ein Riese von Rügen warf daher mit einem großen Stein nach der Kirche in Wusterhusen. Er streifte jedoch diese nur und zersprang dabei in viele Teile. Einer der Brocken fiel in Konerow auf einen Acker – darauf konnte man die Fingerabdrücke sehen. Doch als man Material für den Straßenbau benötigte, sprengte man diesen Stein. Der zweite Teil des großen Steins fiel in Lubmin ins Wasser. Er kann heute als Teufelsstein besichtigt werden. Fährt man von hier aus nach Wusterhusen, so kann man im Kirchturm noch sehen, wo der erste Stein den Kirchturm gestreift hat. Dort hat der Turmhelm noch einen leichten Knick.[22]
- Marina Lubmin: Seit 2004 besitzt die Gemeinde einen Ostseehafen, dem 2006 die Betriebserlaubnis erteilt wurde. Er wurde am Auslaufkanal des ehemaligen Kernkraftwerkes errichtet und hat am Südkai fünf Liegeplätze. Zeitgleich wurde am Ende des Auslaufkanals eine Marina errichtet, die 2007 ihren Betrieb aufnahm. Der wasserseitige Ausbau wurde 2009 abgeschlossen, so dass nunmehr 180 Liegeplätze zur Verfügung stehen. Ein ehemaliges Fahrgastschiff, das MS Vaterland, liegt als Restaurantschiff in der Marina. Ebenfalls 2009 wurde eine Infrastrukturmaßnahme abgeschlossen, die zum einen den Gleisanschluss der Strecke Greifswald–Lubmin mit der Pier des kommerziellen Hafens verbindet und zum anderen über eine neue Straße die Marina an die Landstraße von Greifswald nach Wolgast anbindet. Seit 2014 existiert ein durchgängiger, mit Bohlen belegter Wanderweg, der parallel zum Strand von Lubmin zur Marina führt.
- Petrikirche: In der Kirche befindet sich ein Altarteppich, der den Fischzug des Petrus Lukas 5, 1-11 (Matthäus 4, 18-22; Markus 1, 16-20) darstellt. Der Teppich wurde in Lubmin entworfen und mittels Spenden der Gemeinde finanziert. Weiterhin ist eine Orgel von Hermann Eule Orgelbau Bautzen vorhanden, sie verfügt über zehn Register auf zwei Manualen und Pedal.[23]
- Im Seebadzentrum befindet sich die Kurverwaltung und die Zimmervermittlung. Hier war einst der Bahnhof Lubmin Seebad, der 1907 als Stichbahn eine Verbindung zur Kleinbahnstrecke Greifswald–Wolgast herstellte. In dem zweigeschossigen Fachwerkbau mit zwei Anbauten befanden sich eine Empfangshalle mit Fahrkartenschalter, ein Wartesaal III. Klasse, eine Gaststätte sowie ein Güterboden mit Rampe. Im Hauptgebäude war der Wartesaal II. Klasse sowie eine Wohnung untergebracht. Nach der Demontage der Kleinbahn wurde das Gebäude als Schule und Wohnung genutzt. 2005 wurde das Ensemble saniert[24] und mit einer Bibliothek sowie einem Veranstaltungssaal ergänzt, in dem bis zu 120 Personen Platz finden.[25]
- Unmittelbar neben dem Seebadzentrum befinden sich zwei restaurierte Waggons der Kleinbahn. Es handelt sich um einen Personenwagen mit II. und III. Klasse aus dem Jahr 1898 mit der KGW-Nummer 5 sowie um einen gedeckten Güterwagen aus dem Jahr 1914 mit der KGW-Nummer 113. Sie wurden 2007 in der Nähe von Moskau gefunden, nach Deutschland gebracht und dort von Oktober 2009 bis 2010 restauriert.[26]
- Die Seebrücke, eine Stahl- und Stahlbetonkonstruktion stammt von 1992 und ersetzt die ursprüngliche Brücke von 1928. Sie hat eine Länge von 350 Metern. Zurzeit wird die Seebrücke vereinzelt mit Fahrgastschiffen angefahren.[27]
- Der Strand hat eine Länge von ca. 5,2 km und reicht vom Getreidehafen Vierow im Westen bis zur Marina im Osten. Rund 600 m um die Seebrücke wird der Strand in den Sommermonaten durch die Wasserwacht überwacht. Daneben gibt es ausgewiesene Abschnitte, in denen Hunde mitgebracht werden können; weiterhin zwei FKK-Bereiche. Die Abgänge zum Strand sind mit Tiersymbolen gekennzeichnet, um die Orientierung für Kinder zu verbessern. Seit August 2002 wird zum Küstenschutz eiszeitlicher Feinsand aufgeschüttet, der beim Bau des Auslaufkanals des Kraftwerks und beim Bau der Marina Lubmin anfiel.[28] Der Strand konnte dadurch um bis zu 50 m verbreitert werden.[29]
- Altes Spritzenhaus: In dem Gebäude aus den 1920er Jahren befanden sich zunächst zwei Handdruckspritzen und ein Wasserwagen. Später wurde der Turm mit drei Luken errichtet, um die Schläuche zu trocknen. Er diente der Freiwilligen Feuerwehr darüber hinaus zu Übungszwecken. 1956 wurde ein Lkw vom Typ Phänomen Granit 30K angeschafft, woraufhin das Gebäude verlängert werden musste. Dabei wurde das bisherige Satteldach zu einem Spitzdach umgebaut. Heute befindet sich in dem Gebäude das Ausbildungsmaterial für die Jugendfeuerwehr.
- Die verschiedenartigen Haustüren wie die vom Haus Freester Straße 55 sind bemerkenswert.
- Ein Naturpfad-Walderkundungsweg verläuft auf rund zwei Kilometern Länge innerhalb der Lubminer Heide. Auf mehreren Schautafeln wird die heimische Fauna und Flora erläutert.
- Durch den Ort führt die Route der Norddeutschen Romantik. Der 54 km lange Lehrpfad verbindet von Greifswald bis nach Wolgast insgesamt zehn Lebens- und Motivstationen frühromantischer Maler der Region.

### Baudenkmale
→ Siehe: Liste der Baudenkmale in Lubmin
Das Reichsbahnerholungsheim an der Strandpromenade entstand um 1907 unter der Leitung des Greifswalder Maurermeisters Wendt, der eine Villa Wald und See plante. Er verkaufte das Bauwerk nach seiner vorläufigen Fertigstellung im Jahr 1908 an den Eisenbahnerverein in Berlin. Im Zuge einer Sanierung im Jahr 1936 baute man eine Zentralheizung ein und riss einen Balkon ab, der an der Strandseite über zwei Stockwerke reichte. Nach dem Zweiten Weltkrieg richtete man zunächst ein Lazarett ein, später werden dort Umsiedler bzw. Vertriebene bis ins Jahr 1952 hin einquartiert. In Erinnerung an den deutschen Kommunisten Philipp Müller wird es vom FDGB genutzt und steht seit der Wende im Jahr 2014 leer.
In unmittelbarer Nachbarschaft entstand in den Jahren 1926 bis 1929 ein Kindererholungsheim. Zur Zeit der DDR benannte man es zu Ehren des Politikers der KPD in Friedrich Dettmann, ab 1967 in Ernst Kamieth. Es wird im 21. Jahrhundert als Sport- und Jugendhotel genutzt.

### Kultur
- Kreative Sommerwoche: Die Heimvolkshochschule bietet im Sommer ein einwöchiges Seminar an, das sich mit verschiedenen kunsthandwerklichen Tätigkeiten wie Töpfern, Zeichnen und der Malerei beschäftigt. Neben praktischen Übungen findet eine Exkursion in den Botanischen Garten Christiansberg statt.[30]
- Lubminer Künstlerstammtisch und Künstlergilde e. V.: Im Seebadzentrum finden in unregelmäßigen Abständen Kunstausstellungen statt, die von der Initiatorin des Stammtisches Jutta Schirmer durchgeführt werden.[31] Seit 1995 können Besucher in jedem Jahr zu Pfingsten den Künstlern im Rahmen der Aktion Kunst:OFFEN bei ihrer Arbeit zuschauen.[32]
- Maritimes Musikprogramm
- Von 1997 bis 2000 fand in der Gemeinde jährlich ein deutsch-polnisches Holzbildhauerseminar unter der Leitung von Eckard Labs und André Kalunga-Peters statt. Die Künstler stellten zahlreiche Skulpturen im Ort auf, etwa das Werk „Flammen“ von Grazyna Matuszewska oder das „Bankobjekt“ von Eckard Labs.

## Wirtschaft und Verkehr

### Wirtschaft

#### Tourismus
Seit 2001 besteht der Tourismus- und Gewerbeverein Lubmin e. V. (TGV Lubmin), ein Zusammenschluss des Handwerker- und Gewerbevereines und dem Fremdenverkehrsverein. Er hat sich zum Ziel gesetzt, u. a. ein „saisonübergreifendes kulturelles Leben für Gäste und Bewohner des Ortes“ zu fördern. 2011 errichtete er beispielsweise am Neptunplatz einen Minigolfplatz.
2010 stellte ein Investor seine Pläne vor, die den Bau einer Ferienhausanlage Strandpark mit über 200 Wohneinheiten und mehr als 130 Gebäuden im Westen Lubmins vorsah.
Seit 2014 nutzt die Gemeinde ein Maskottchen, Lubmine. Sie geht auf einen Entwurf der Studentin Wally Pruß von der Medien- und Informatikschule in Greifswald zurück.

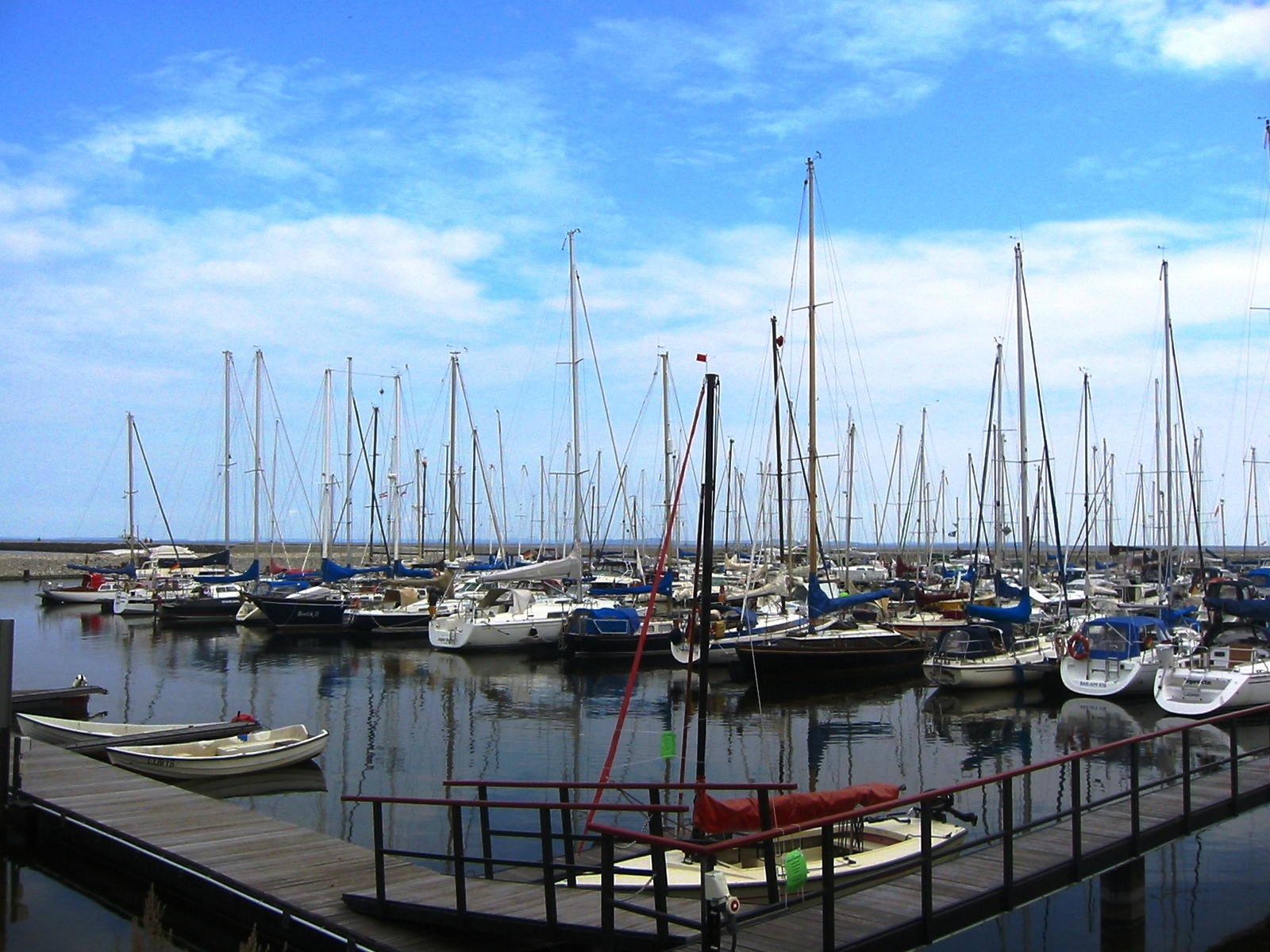
Marina Lubmin
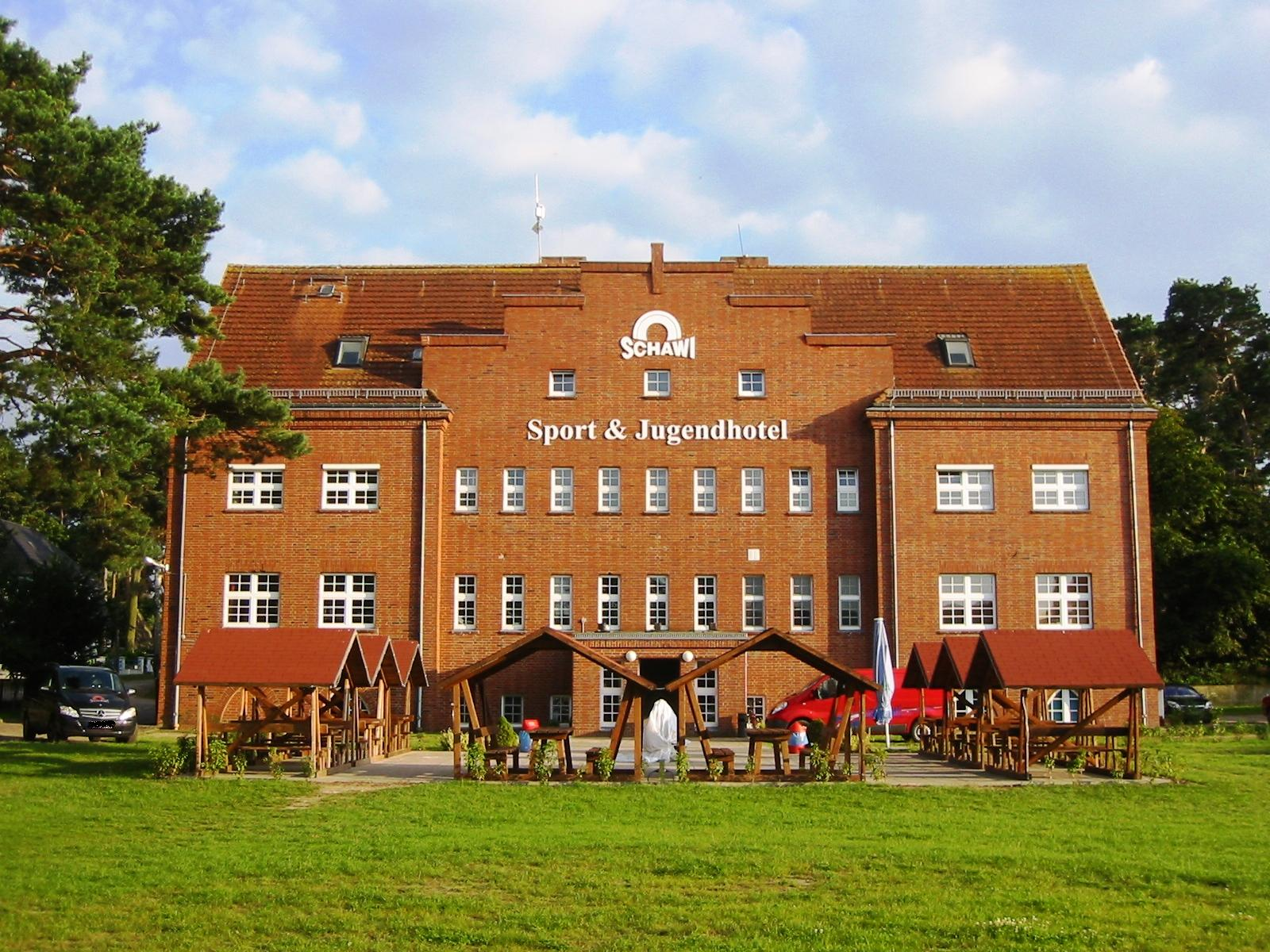
Sport- und Jugendhotel am Philosophenweg
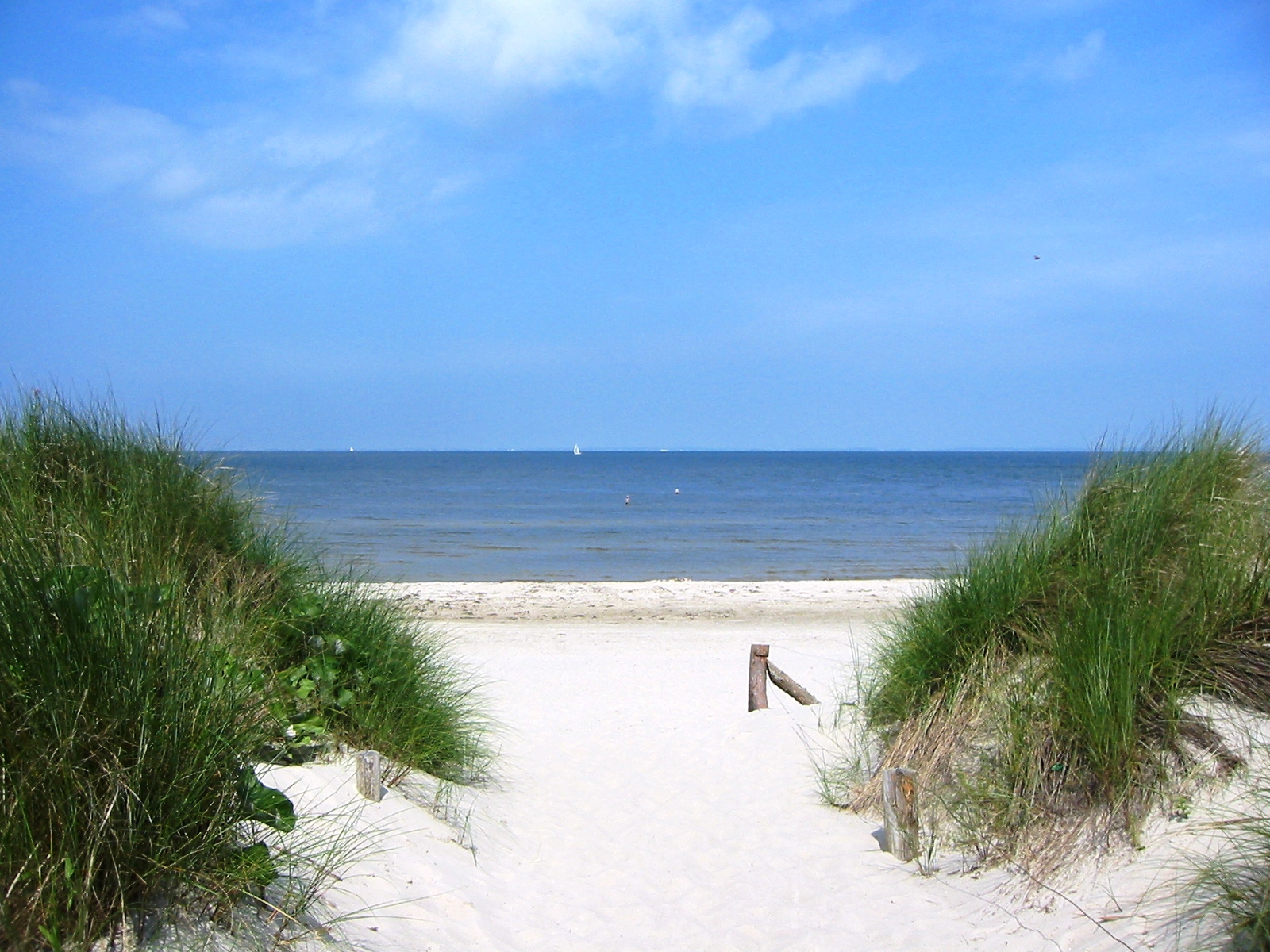
Strandzugang, von Dünen gesäumt

#### Agenda Wirtschaftsentwicklung
Die Gemeindevertretung beschloss 2005 die „Agenda 21“ mit drei Schwerpunkten für die Wirtschaftsentwicklung:
1. Entwicklung zu einem „lebendigen und umweltbewussten Wohnort und Grundzentrum“[37]
2. Entwicklung zu einem „tourismusorientierten Seebad“
3. Entwicklung zu einem „umweltbewussten und innovativen Industriestandort“[38]

#### Kernkraftwerk Lubmin

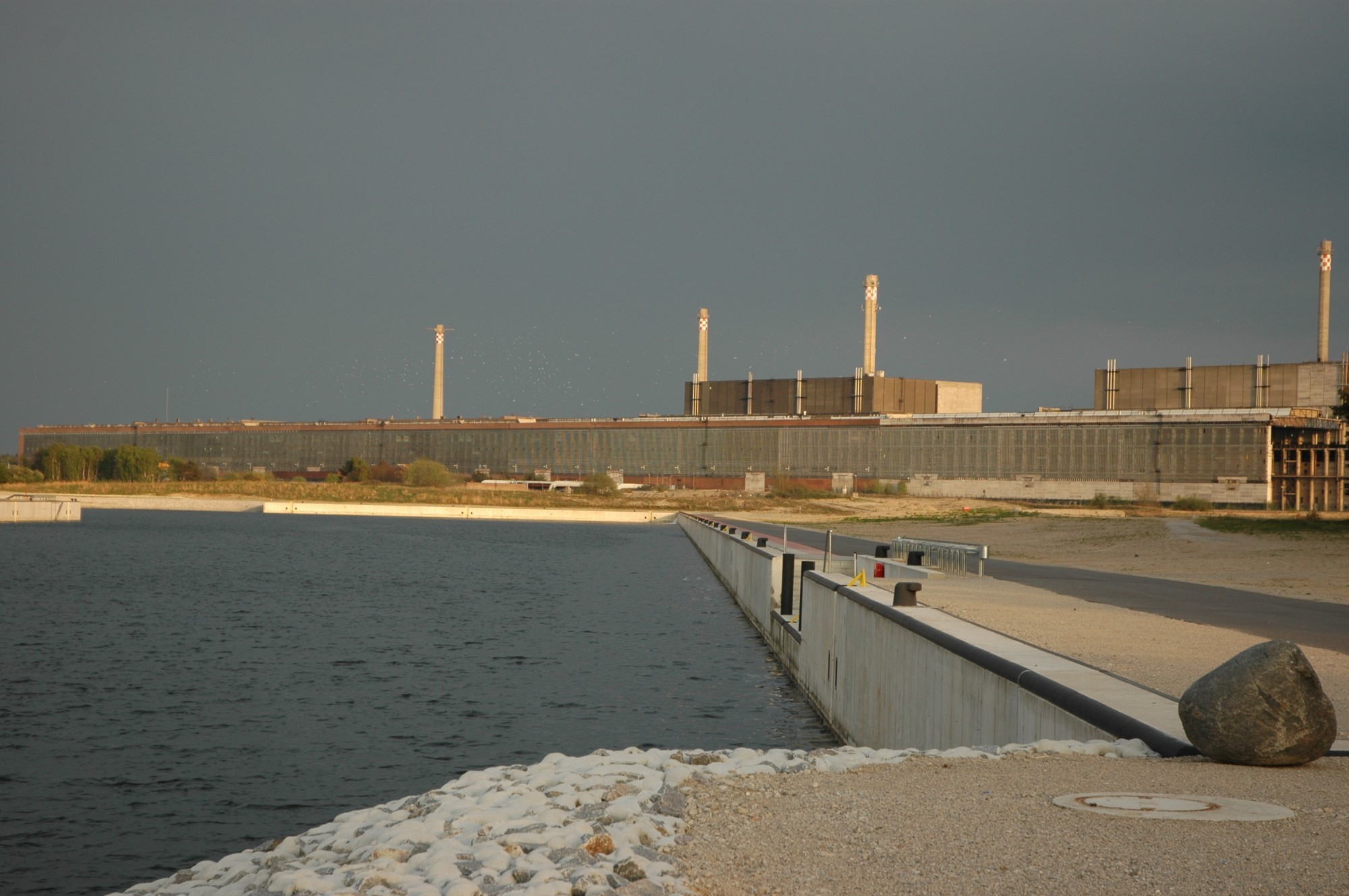
Industriehafen und KKW (stillgelegt)

In Lubmin befindet sich der Rest des Kernkraftwerkes Lubmin. Es war mit seinen insgesamt acht Blöcken das größte der DDR. Die ersten vier Blöcke gingen zwischen 1973 und 1979 in Betrieb. Block 5 bis 8 waren seit 1976 in Bau, von denen jedoch 1989 lediglich Block 5 in den Probebetrieb genommen werden konnte, bevor die gesamte Anlage 1990 stillgelegt wurde. Block 6 dient heute als Technik-Museum und kann besichtigt werden. Zurzeit wird das ehemalige KKW aufwändig von der EWN GmbH zurückgebaut. Für die atomaren Abfälle (Reaktorteile usw.) wurde das Zwischenlager Nord errichtet. Zu DDR-Zeiten arbeiteten rund 10.000 Arbeitnehmer für den Standort, heute sind mit der Demontage noch etwa 1000 beschäftigt. Die 380-Kilovolt-Leitung des ehemaligen Kernkraftwerks Lubmin zum Umspannwerk Wolmirstedt war mit 287,8 Kilometern Länge die längste Stromleitung in Deutschland.
Zur Industrieansiedlung auf dem Gelände des ehemaligen KKW wurde der ursprünglich als Kühlwasserauslauf angelegte Kanal zu einem Hafen ausgebaut. Ab 2000 prüften mehrere Unternehmen den Bau eines Kraftwerkes. 2010 übernahmen die Energiewerke Nord, heute EWN Entsorgungswerk für Nuklearanlagen (EWN) das Kraftwerksvorhaben von Dong Energy und teilten mit, statt des zunächst geplanten Kohlekraftwerks ein Gas- und Dampfturbinenkraftwerk (GuD) errichten zu wollen. Das GuD Lubmin III befindet sich im Genehmigungsverfahren.

#### Nord-Stream-Pipeline

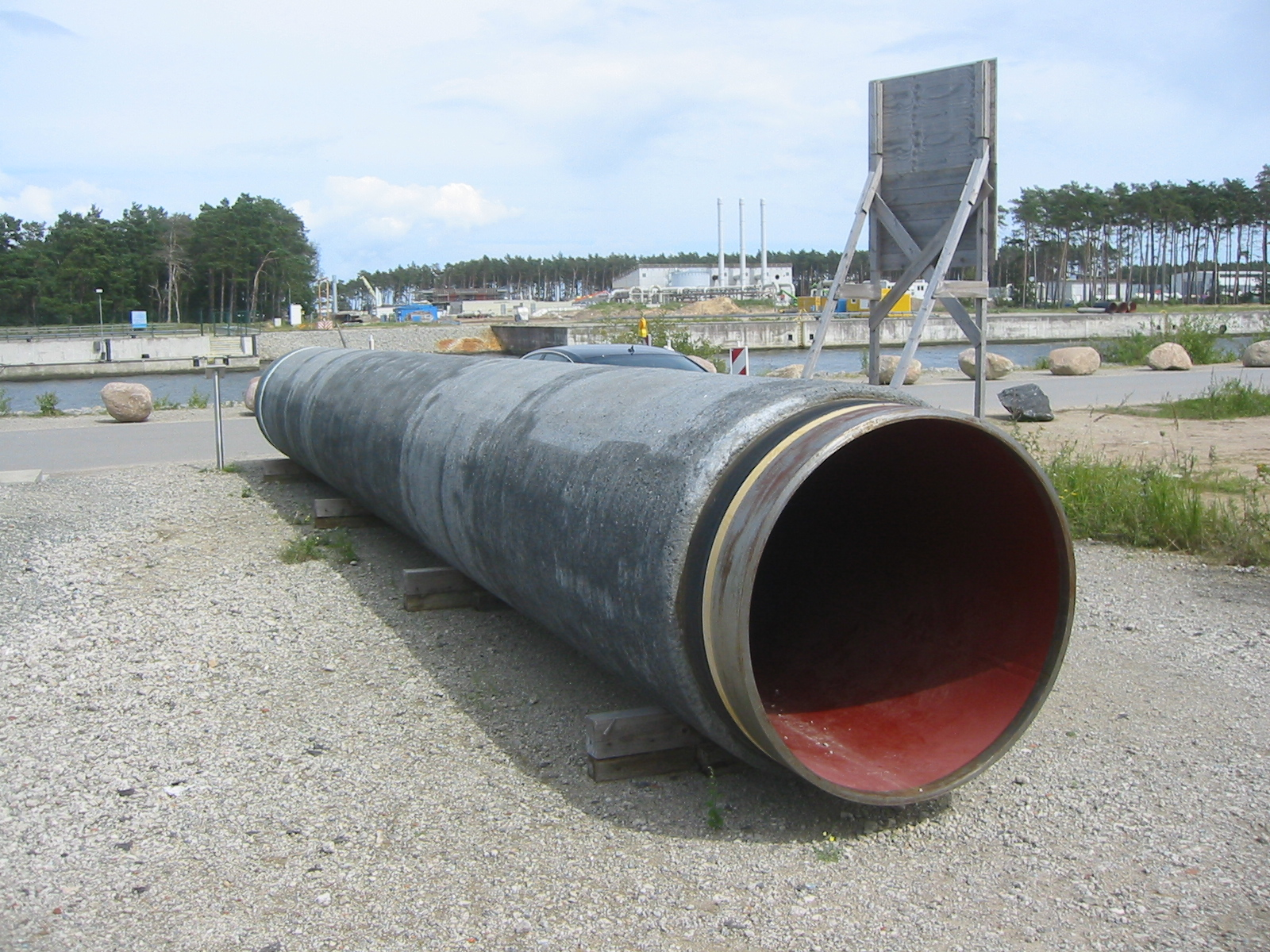
Offshore-Rohr der Nord-Stream-Pipeline im Hafen Lubmin

In Lubmin erreicht die Nord-Stream-Pipeline, auch Ostseepipeline genannt, von der Ostsee aus Russland kommend das Festland. Die Gasleitung transportierte von 6. August 2011 bis Juli 2022 russisches Erdgas vom Erdgasfeld Juschno-Russkoje nach Deutschland. Die Gesamtlänge der Pipeline beträgt etwa 1224 km. An der Stelle der früheren Ortschaft Freesendorf befindet sich jetzt die Anlande- und Verteilstelle der Nordstream, von hier gehen zwei Hauptleitungstränge nach Süden (Sachsen) und Westen (NRW).

#### Wasserstoff-Produktionsanlage
Seit 2024 liegen Pläne in Lubmin aus für eine der größten Wasserstoffproduktionsanlagen Deutschlands, deren Anker-Investor KGAL aus Grünwald bei München ist. Mit einer Elektrolysekapazität von über einem Gigawatt soll eine Großelektrolyseanlage jährlichen rund 100.000 Tonnen Wasserstoff bereitstellen und somit Lubmin zum Wasserstoff-Zentrum werden.

### Verkehr
Lubmin ist über eine Landesstraße von Greifswald über Lubmin nach Wolgast, die L 262, erreichbar.
→ Siehe auch Liste der Straßen und Plätze von Lubmin

#### Eisenbahn
Lubmin besitzt über die Bahnstrecke Schönwalde–Lubmin einen Eisenbahnanschluss, auf der seit 1999 kein regelmäßiger Personenverkehr mehr stattfindet.

#### Hafen
Im Jahr 2013 wurden im Hafen Lubmin 80.000 Tonnen Güter umgeschlagen (2012: 140.000 t). Der Industriehafen mit sechs Liegeplätzen und der Kailänge von 855 Metern steht im Eigentum des Zweckverbandes Energie- und Technologiestandort Freesendorf (ETF). Zum 1. Januar 2021 übernahm die Schramm Ports & Logistics den Betrieb des Industriehafens Lubmin als 17. Hafenstandort innerhalb der Gruppe, um ihn zusammen mit dem Eigentümer als Lubmin Port zu einem Universalhafen weiterzuentwickeln. Die Vertrag dazu wurde am 12. Juni 2020 unterzeichnet.
An der Nordwestseite des Industriehafens befindet sich der Sportboothafen Lubmin hinter einer Mole.

## Öffentliche Einrichtungen und Infrastruktur

### Allgemein
- Amt Lubmin, Geschwister-Scholl-Weg 15
- Kurverwaltung Seebad Lubmin, Freester Straße 8
- Freiwillige Feuerwehr Lubmin, Freester Straße 51

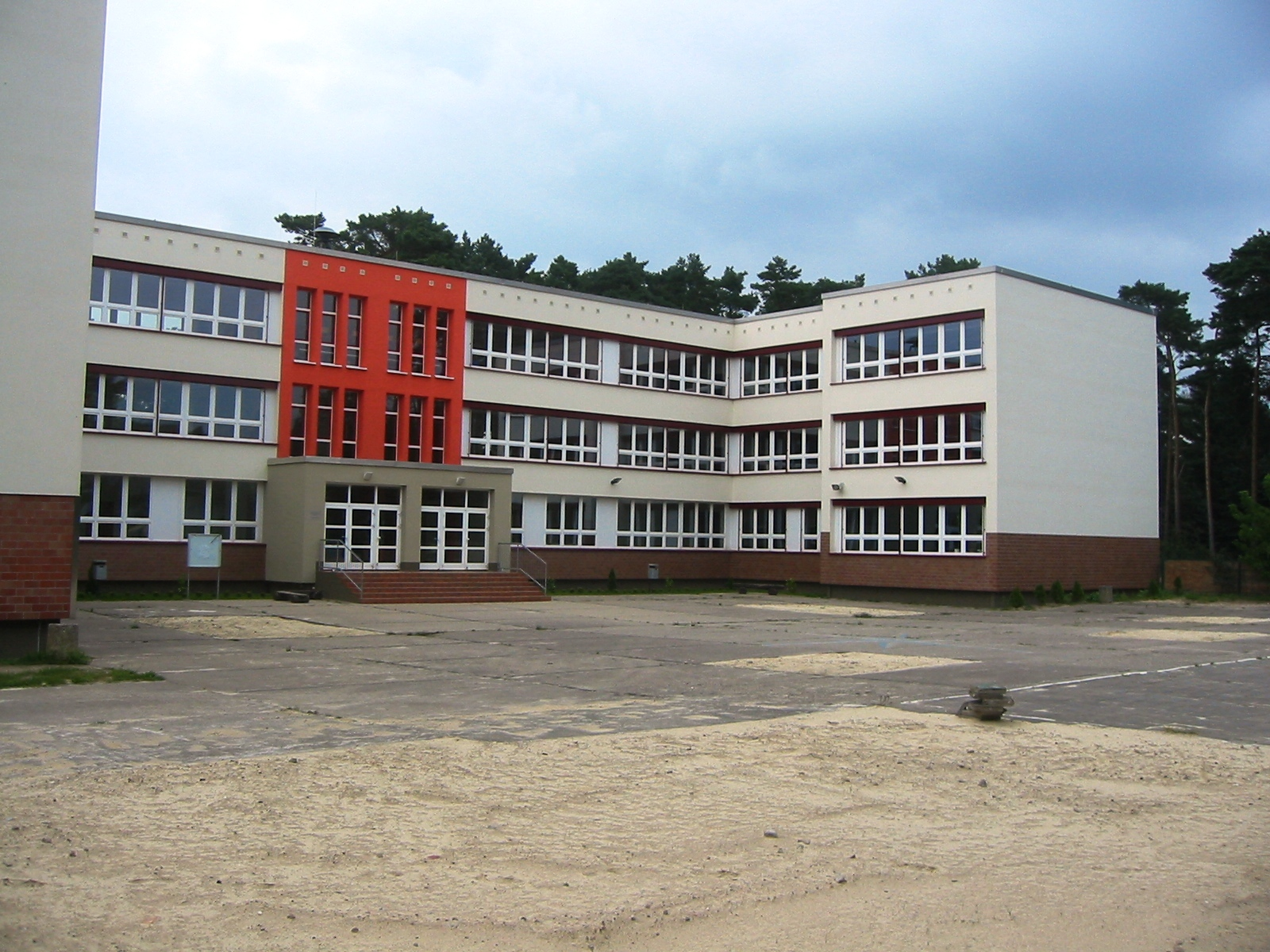
Regionale Schule

### Bildung
- Die Regionale Schule Am Teufelstein in Lubmin, Seestraße 11 wurde 2009 saniert.
- Die Heimvolkshochschule Lubmin e. V., Gartenweg, besteht seit 1991 in einer ehemaligen Ferieneinrichtung. Unter der Bezeichnung „Bildungshaus am Meer“ werden Lehrgänge und Kurse angeboten, um die Besucher „an das geistig-kulturelle Erbe, an Fragestellungen unserer Zeit und an die Zukunftsproblematik“ heranzuführen.[47]

### Soziales und Gesundheit
- Kindertagesstätte Lubmin, Geschwister-Scholl-Weg 8-9
- Verschiedene ambulante medizinische Einrichtungen[48]

### Sport

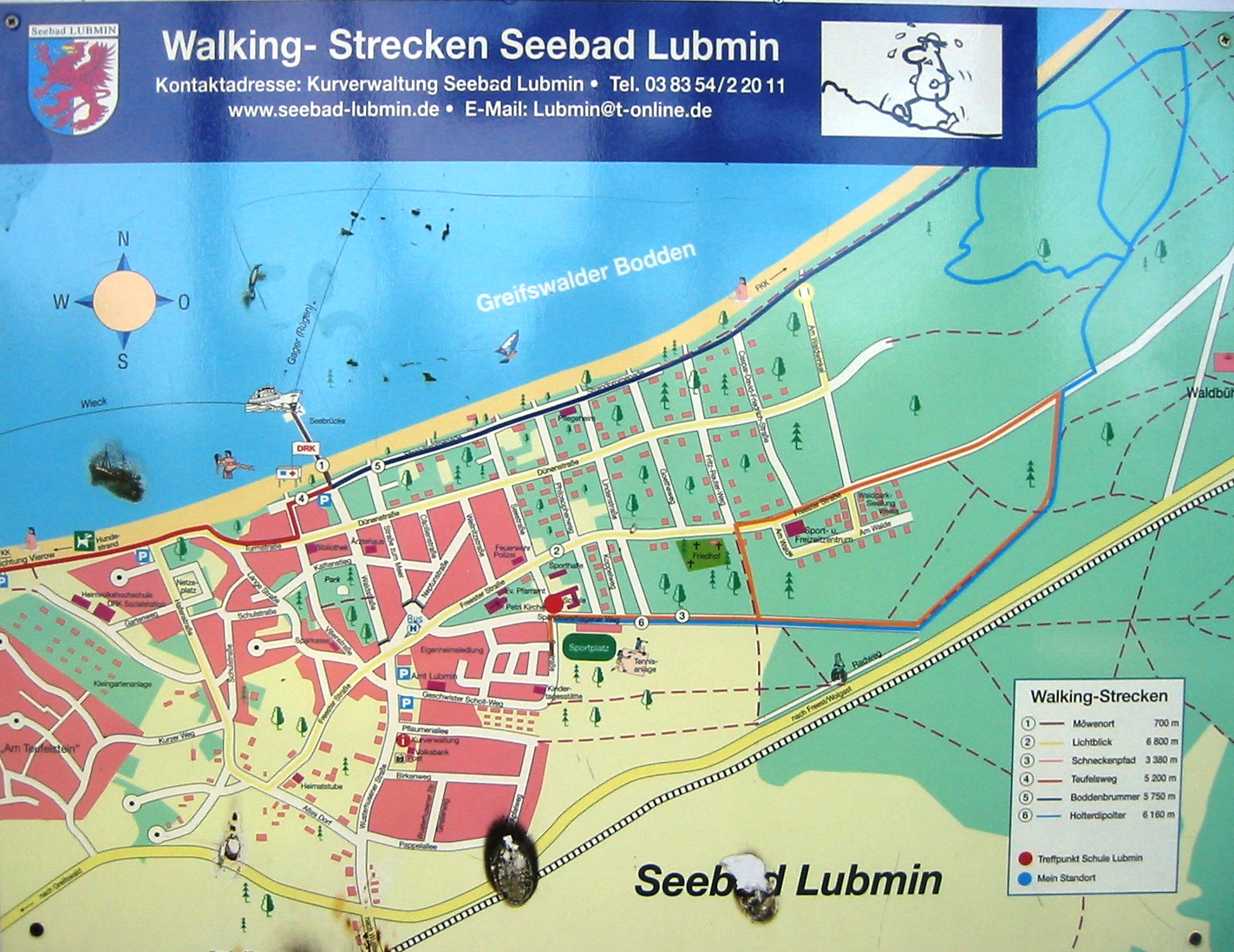
Karte der Walking-Strecken in Lubmin

- Minigolf: Der Tourismus- und Gewerbeverein Lubmin e. V. (TGV) hat im Sommer 2011 einen Minigolfplatz auf der Fläche zwischen Freester Straße, Neptunstraße und Spandowerhagener Weg errichtet.
- Sebastian-Fredrich-Gedenklauf: Zu Ehren des verstorbenen Mittel- und Langstreckenläufers veranstaltet die Hochschulsportgemeinschaft (HSG) der Universität Greifswald jedes Jahr einen Gedenklauf. Dabei werden Spenden für die Kinderstation der Universität, die Brieger Station, gesammelt.[49] Die HSG richtet daneben auch einen Vorpommern Duathlon aus.[50]
- World Championship Quadrathlon 1998, 2000, 2004 und 2007: Die Gemeinde ist in regelmäßigen Abständen Austragungsort des sportlichen Vierkampfes aus Schwimmen, Radfahren, Kanufahren und Laufen.
- Walking: Die Gemeinde verfügt über sechs ausgewiesene Walking-Strecken mit einer Länge von 700 m („Möwenort“) bis zu 6.800 m („Lichtblick“). Die bundesweit erste Veranstaltung für diese Sportart fand im Jahr 2002 unter Federführung des Deutschen Leichtathletik-Verbandes in Lubmin statt.[51]

## Persönlichkeiten

### Söhne und Töchter der Gemeinde
- Günther Reimann (1924–1998), Tierarzt und Politiker (SPD)
- Diether Schmidt (1930–2012), Kunsthistoriker
- Michael Christian (1947–2006), Schauspieler und Synchronsprecher

### Mit Lubmin verbundene Persönlichkeiten
- Lutz Riemann (1940–2023), Schauspieler, in Lubmin aufgewachsen